# فتحي الصافوري
فتحي الصافوري (27 يناير 1908 - 16 يوليو 1984) ممثل مصري راحل، ولد في مدينة الإسكندرية في عام 1908، اشترك في تمثيل عدد من الأفلام الأولى التي أنتجت بالإسكندرية، ومنها فيلم (فاجعة فوق الهرم) الذي أخرجه إبراهيم لاما
، شغل كذلك منصب رئيس جمعية هواة السينما بالإسكندرية والتي قامت بإصدار مجلة (مينا فيلم) في عام 1926.

## أفلامه
- فاجعة فوق الهرم (1928)
- تحت ضوء القمر (1930)
- تحت السلاح (1940)
- بين قلبين (1953)
- نور عيوني (1954)
- أين عمري (1956)
- رحلة شهر العسل (1970)

## الوفاة
توفى في عام 1984 جراء إصابته بأزمة قلبية.